# Hindouisme en Azerbaïdjan
L’Hindouisme apparaît en Azerbaïdjan avec l’arrivée des marchands-hindous par la Route de la Soie. Un grand nombre de marchands hindous provenaient de Multan et de Sind (moderne Pakistan).
L’un des monuments historiques architecturaux témoignant de la présense de l’hindouisme en Azerbaïdjan est le temple des adorateurs du feu Atechgah, fondé au XVIIe siècle. Les sources historiques prouvent que les hindous accomplissaient le culte sur ce lieu bien avant la construction du temple. 
Dans les années 1880, l’empereur russe Alexandre III assiste à la cérémonie rituelle hindouiste pendant sa visite en Azerbaïdjan. Vers 1890, presque tous les marchands hindous quittent le territoire de l’Azerbaïdjan.
L’Association internationale pour la conscience de Krishna (ISKCON) est la seule organisation religieuse hindoue officiellement enrigistrée en Azerbaïdjan. La presse azérie estime le nombre d’Azerbaïdjanais qui ont accepté le Krishnaïsme à quelques dizaines de personnes. Ils n’ont qu’une seule communauté.